# Pulaski (hrabstwo Iowa)
Pulaski – miasto w Stanach Zjednoczonych, w stanie Wisconsin, w hrabstwie Iowa.

## Demografia
Według spisu ludności w roku 2000, Pulaski zamieszkiwało 381 osób w 135 domostwach, w mieście żyły 102 rodziny. Gęstość zaludnienia wyniosła 3,4 osoby na km². Było 155 budynków mieszkalnych o średnim zagęszczeniu 1,4 na km². Etniczny skład miasta przedstawiał się następująco: 98,16% biali, 0,26% Amerykanie afrykańskiego pochodzenia i 1,57% rdzenni mieszkańcy Ameryki.